# Bevakal, Mandya
Bevakal là một làng thuộc tehsil Mandya, huyện Mandya, bang Karnataka, Ấn Độ.